# Optare MetroDecker
De Optare MetroDecker is een low entry-dubbeldeksbus, geproduceerd door de Britse busfabrikant Optare. De onderste verdieping van de bus is geheel gelijkvloers en verlaagd, waardoor er bij de in- en uitstap geen treden nodig zijn. De onthulling vond plaats op 21 mei 2014, bij het London Transport Museum in Covent Garden..
Optare heeft de MetroDecker speciaal ontworpen voor stadsdiensten, met name voor de stadsdiensten in Londen.